# Keren Woodward
Keren Woodward (ur. 2 kwietnia 1961 w Bristolu, Wielka Brytania) –
członkini brytyjskiego girlsbandu Bananarama (wokalistka drugiego planu). 

## Życiorys
W 1985 roku Keren urodziła syna Thomasa. Obecnie mieszka w Kornwalii ze swoim mężem Andrew Ridgeleyem, byłym członkiem duetu Wham!